# Danau Linow
Der Danau Linow ist ein See vulkanischen Ursprungs 25 Kilometer südöstlich von Manado auf Nordsulawesi, Indonesien. Er liegt innerhalb der Tondano-Caldera. Der stark schwefelhaltige und danach riechende kleine See, dessen Farbe mit dem Lichteinfall wechselt, weist eine reiche Vogelwelt auf.